# سراپیوم

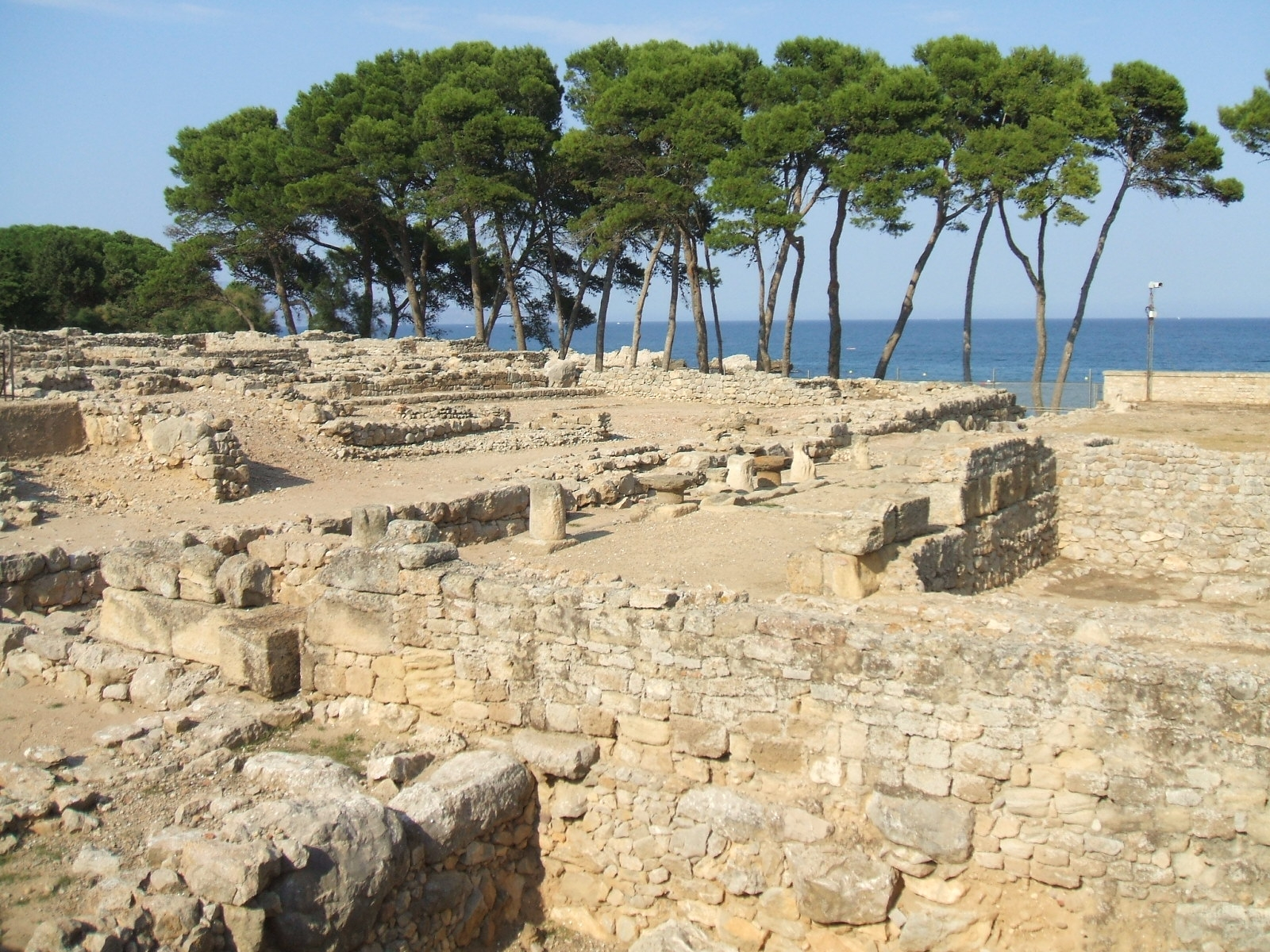
محل پرستشگاه سراپیوم

سراپیوم (به انگلیسی: Serapeum) یک پرستشگاه است که وقف خدای یونانی-مصری سراپیس است. چندین کانون از این گونه در جهان باستان وجود داشته است.

در واقع سراپیوم پرستشگاهی با درهم آمیخته شدن خدایان یونانی – مصری بوده‌است. یکی از محل‌های این پرستشگاه‌ها در سراپیوم مصر (به یونانی: sarapieion) بررسی و اکتشاف شده‌است. گاوها درون گورهای عظیم تراشیده شده از سنگ خارای یکپارچه، تقریبأ به بلندی سه متر و درازای چهار متر با وزنی میان شصت تا هفتاد تن، با دقت دفن می شدند. یکی از برجسته‌ترین اکتشاف‌های تاریخ مصرشناسی بازیابی این گورها به وسیلۀ اوگوست ماریئت در سال 1851 میلادی، در سقاره واقع در سی کیلومتری جنوب غربی قاهره است. آن‌ها را در راهروهای زیرزمینی به درازای بیش از سیصد متر یافتند.
این به اصطلاح زیر زمین‌های کوچک شامل قبرهایی از دورۀ رامسس دوم تا پسامتیک اول هستند؛ زیر زمین‌های بزرگ شامل مهم‌ترین گورهای سنگی از جمله گورهای متعلق به ایرانیان است. مارئیت و جانشین او تنها دو نمونه از این گورها را دست نخورده و سالم پیدا کردند؛ بقیه، در زمانی ناشناخته، غارت شده بودند. او چندین پیکرۀ برنزی از آپیس یافت که بین شاخ هایشان گردی خورشید و اورائوس (مارکبری) نقش شده بود.